# 高橋由一

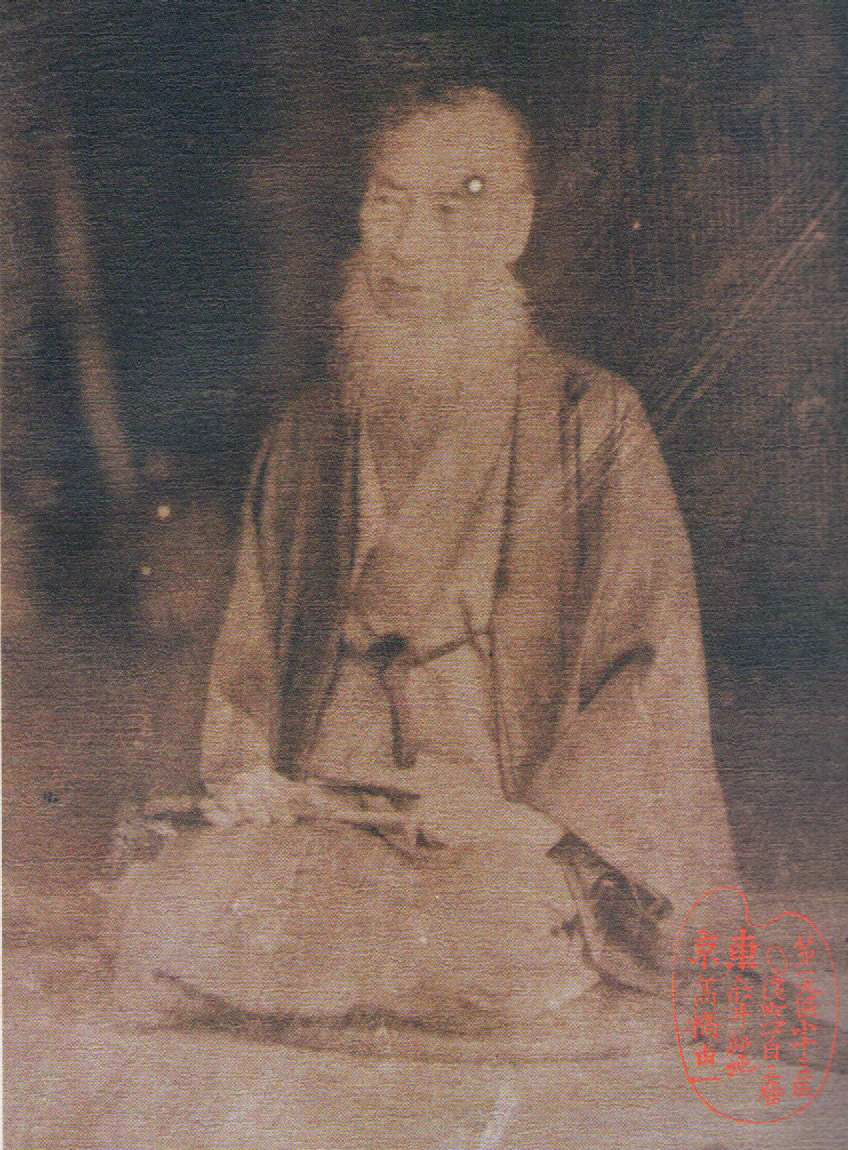
高橋由一

高橋由一（1828年—1894年）出生于江户，是日本西洋画画家。他最初学习狩野派绘画，之后转向西洋画领域，师从川上冬崖、查尔斯·瓦格曼（Charles Wirgman）、安东尼奥·丰塔内西（Antonio Fontanesi）等人。1873年，他创办了画塾天绘社，培养了淡岛椿岳和川端玉章等西洋画家。他被视为近代日本西洋画的开拓者，作品包括《岩倉具視像》《花魁》《鮭》《豆腐及油揚図》《酢川にかかる常盤橋》等。

## 外部連結
- 维基共享资源上的相關多媒體資源：高橋由一